# 富加町郷土資料館
富加町郷土資料館（とみかちょうきょうどしりょうかん）は、岐阜県加茂郡富加町夕田にある町立の歴史資料館。富加町の古代から現代までの考古資料・歴史資料・民具等が展示・収蔵されている。

## 歴史
1995年（平成7年）5月に開館した。
2021年（令和3年）、富加町郷土資料館と半布里文化遺産活用協議会（半布里コミッティー）が協力してYouTubeチャンネルを開設した。

## 施設

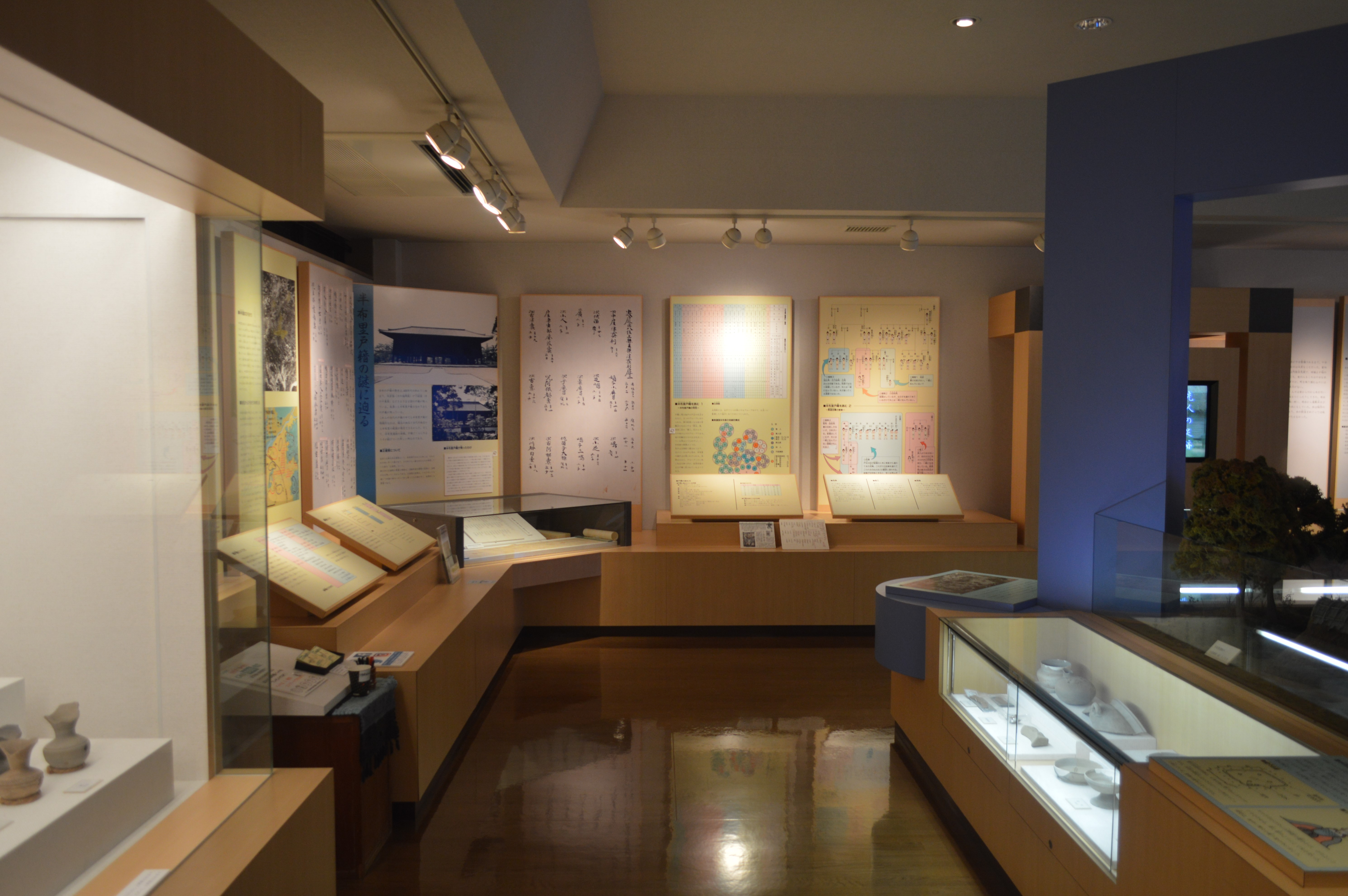
常設展示室
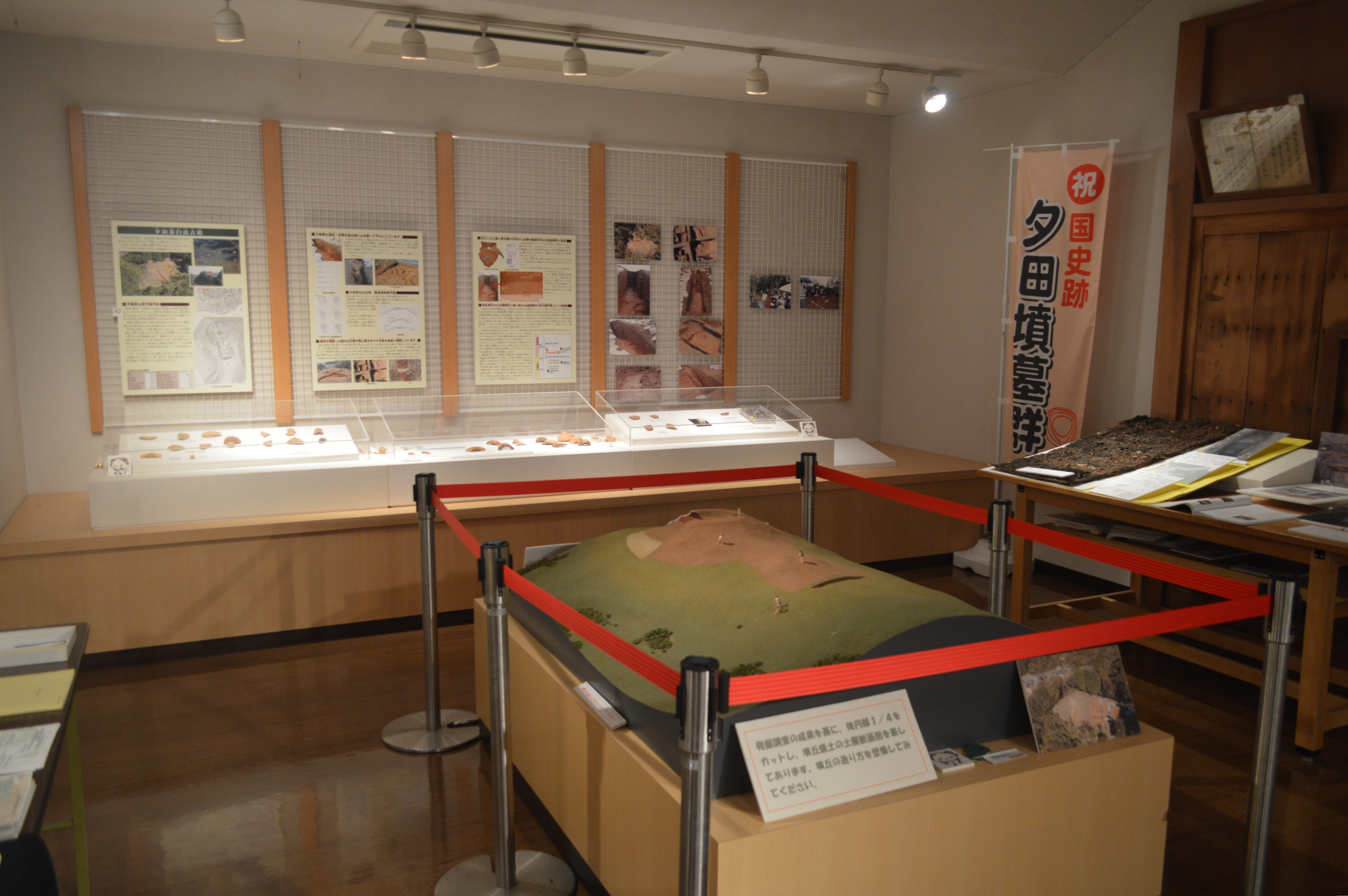
企画展示室
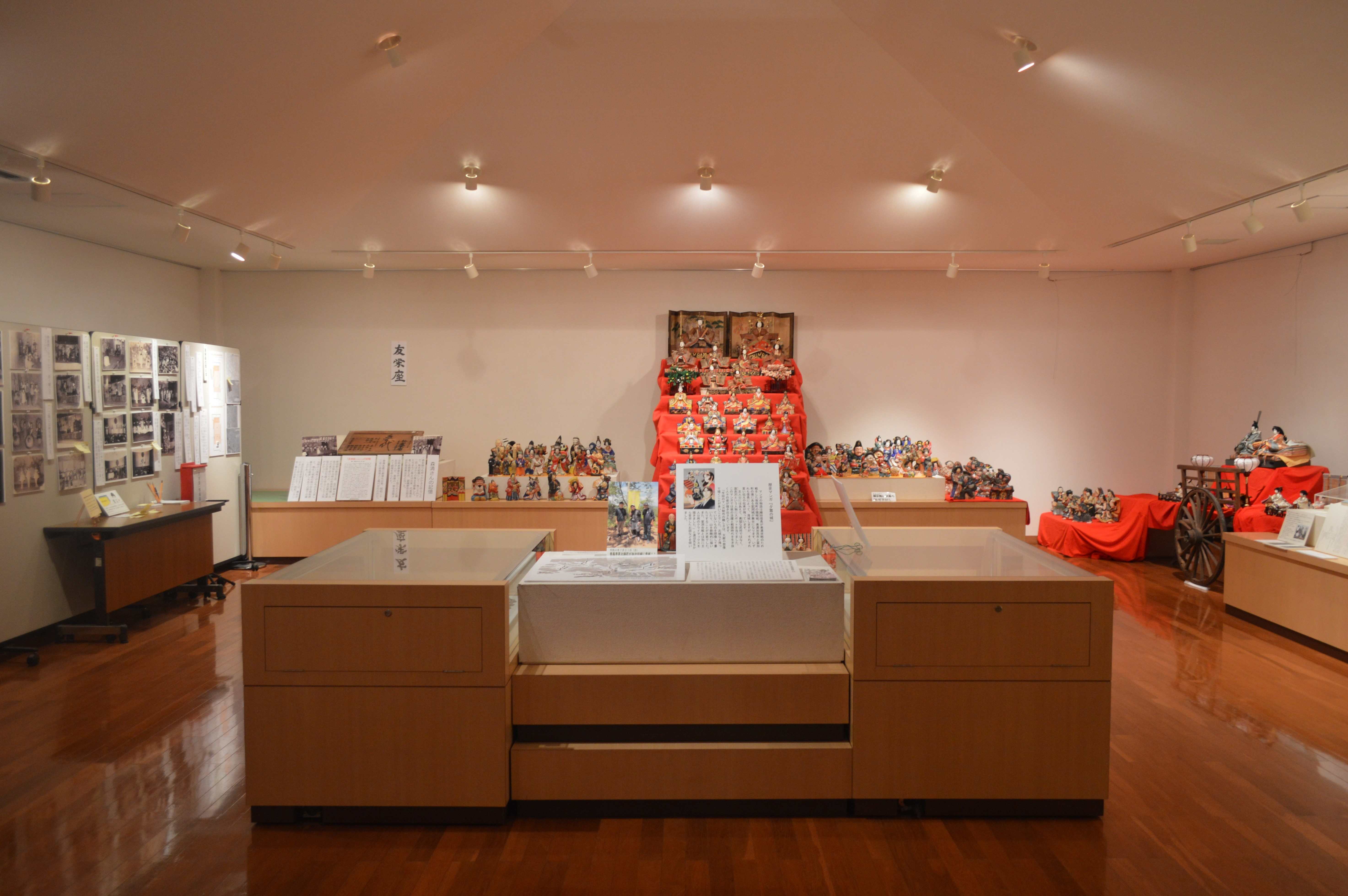
特別展示室
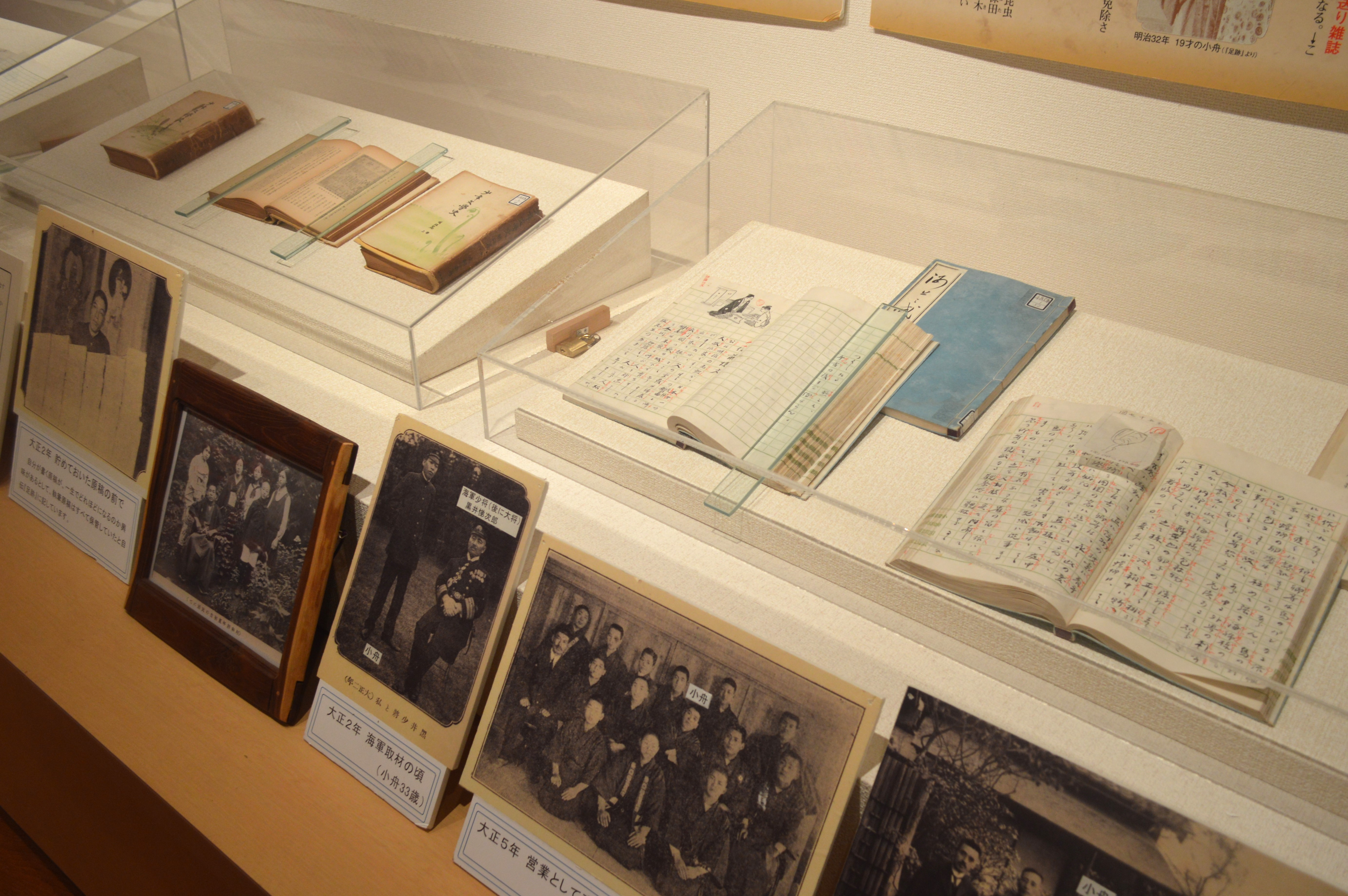
木村小舟の自筆原稿

- 収蔵庫
- 研修室

- 常設展示室
- 企画展示室
- 特別展示室
- 木村小舟の自筆原稿

## 展示

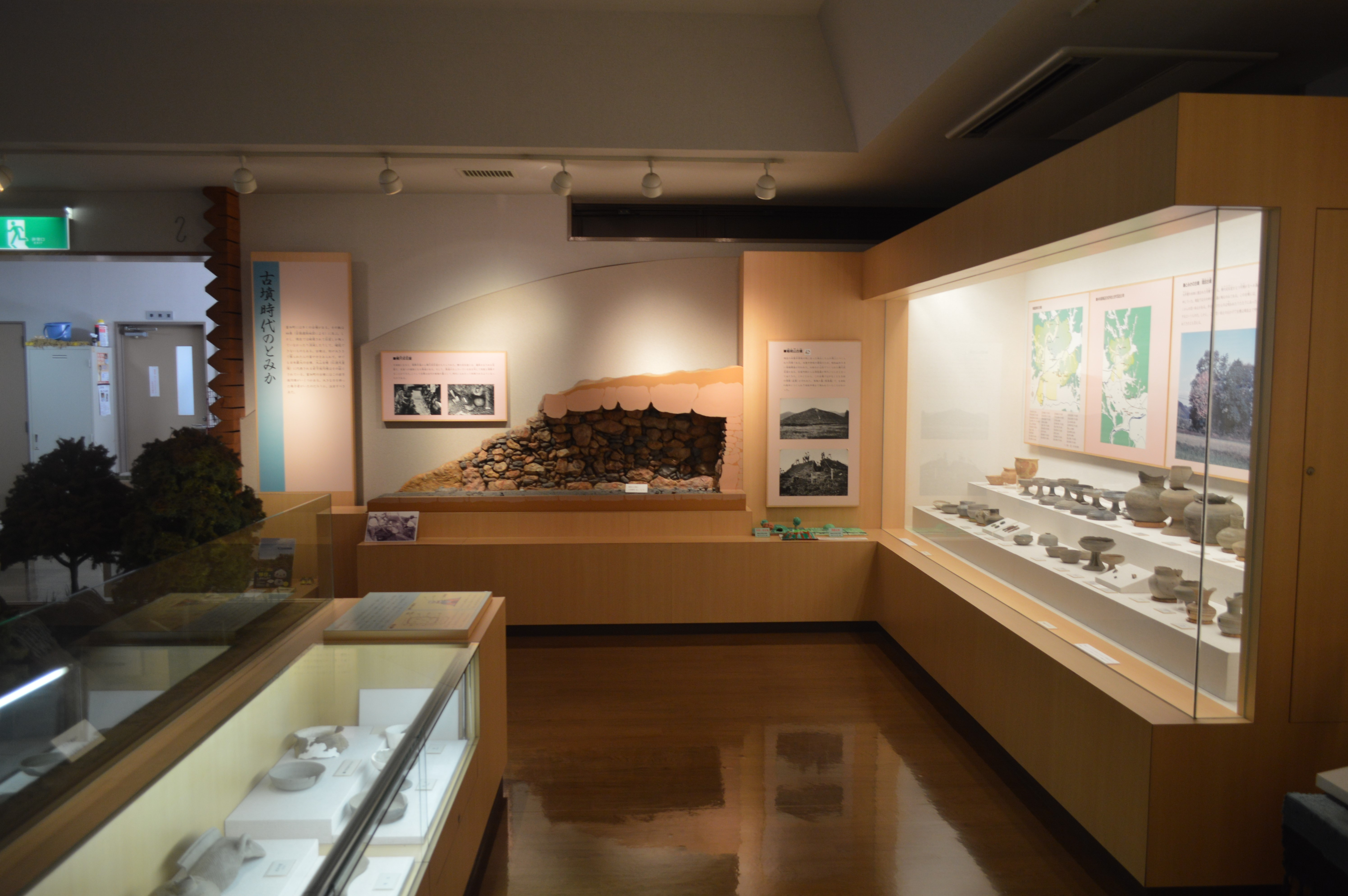
古墳時代の展示

原始・古代に関する展示では、旧石器時代の石器から古墳時代の古墳出土遺物や、富加町羽生にあたる御野国（美濃国）加毛郡（加茂郡）半布里（はにゅうり）で作成された現存で日本最古級の戸籍といわれる半布里戸籍（複製）が展示されている。
戦国時代に関する展示では、加治田城や堂洞城、合戦や城下町に関する展示がある。ほかにも白華山清水寺、祭り（田の神祭り）に関するものなどの歴史民俗関係の展示がある。
富加町出身の編集者・児童文学作家である木村小舟に関する常設展示があり、2009年（平成21年）10月から12月には特別展「小舟さんが残したもの 私たちが語る木村小舟」が開催された。

## 物品販売
富加町に関わる郷土の人物や、古墳時代、戦国時代、近代など各時代の歴史についての書籍や資料が販売されている。また、資料館でしか販売されていない手作り限定グッズもある。

## 利用案内
- 開館時間 - 午前9時から午後4時
- 休館日 - 月曜、第3日曜
- アクセス - 長良川鉄道富加駅から徒歩
- 20台以上駐車できるスペースが確保されている。